# Propen
Propen, poznat i po starom imenu propilen,  nezasićeni je aciklički ugljikovodik formule C3H6. Ima jednu dvostruku kovalentnu vezu i drugi je po redu u homolognom nizu alkena.
Propen je na sobnoj temperaturi plin. Polimerizacijom se iz njega dobiva termoplastična masa polipropilen.